# Rade Prica
Rade Prica, född 30 juni 1980 i Ljungby, är en svensk fotbollsspelare, som har spelat som anfallare i bland annat Hansa Rostock, Rosenborg BK och Helsingborgs IF.
Rade Prica är far till fotbollsspelaren Tim Prica.

## Karriär
Prica inledde sin fotbollskarriär i Ljungby IF. 1997 lämnade Prica moderklubben för spel i allsvenska Helsingborgs IF. Han flyttade 2002 till den tyska klubben FC Hansa Rostock. På 106 matcher för klubben gjorde han 20 mål innan han 2006 flyttade vidare till Ålborg BK. Den 23 januari 2008 blev Prica klar för den engelska Premier League-klubben Sunderland AFC. Efter att under Sunderlandtiden ha fått ytterst lite speltid skrev han den 3 mars 2009 på ett fyraårskontrakt med Rosenborg BK i den högsta norska fotbollsdivisionen Tippeligaen. 
I januari 2013 värvades Prica till Maccabi Tel Aviv FC i den högsta israeliska fotbollsdivisionen Ligat Haal. Redan efter en kort tid i klubben var han mycket uppskattad, både av media och supportrar. En stor anledning till det är att han gjorde ett starkt första derby och även mål mot rivalerna i Hapoel Tel Aviv. 
I augusti 2015 återvände Prica till Helsingborgs IF, där han skrev på ett kontrakt över säsongen 2016.
I januari 2016 blev det klart att Prica skulle lämna Helsingborgs IF gratis genom en klausul i kontraktet. Han återvände då till Israel för spel i klubben Maccabi Petah Tikva FC. Kontraktet var på fyra och en halv månad. 
I juli samma år skrev Prica på för Landskrona BoIS. Efter säsongen 2016 lämnade han Landskrona BoIS och fick istället en tränarroll i division 4-klubben Ramlösa Södra.
Han debuterade i det svenska landslaget i februari 2001 mot Thailand och har sammanlagt spelat 14 landskamper och gjort 2 mål.

## Meriter
- SM-guld 1999 (med Helsingborg)
- Vann skytteligan med Ålborg 2006/2007
- Dansk mästare 2007/2008(med Ålborg)
- Vann skytteligan med Rosenborg 2009
- Norsk seriemästare 2009 och 2010 med Rosenborg
- Israelisk mästare 2012/2013 och 2013/2014 och 2014/2015 med Maccabi Tel Aviv FC

## Seriematcher / mål
- 2012/2013: 18 / 8 (Maccabi Tel Aviv)
- 2012: 26 / 11
- 2011: 27 / 16
- 2010: 23 / 13
- 2009: 27 / 17 (Rosenborg)
- 2008-09: 0 / 0
- 2007-08: 6 / 1 (Sunderland)
- 2007-08: 11 / 7 (Ålborg)
- 2006-07: 32 / 19
- 2005-06: 29 / 4
- 2004-05: 29 / 6
- 2003-04: 28 / 3
- 2002-03: 27 / 7
- 2002-02: 6 / 3
- 2001-01: 25 / 7
- 2000-00: 24 / 11
- 1999-99: 16 / 6
- 1998-98: 1 / 0